# 洛克人X系列角色列表
洛克人X系列角色列表列出在日本遊戲作品《洛克人X系列》中登場的人物。
以下項目使用略稱：
- 『洛克人X』→『1代』
- 『反亂獵人X』→『1重製』
- 『洛克人X2』→『2代』
- 『洛克人X3』→『3代』
- 『洛克人X4』→『4代』
- 『洛克人X5』→『5代』
- 『洛克人X 幻電任務』→『幻電任務』
- 『洛克人X2 吸魂者』→『吸魂者』
- 『洛克人X6』→『6代』
- 『洛克人X7』→『7代』
- 『洛克人X8』→『8代』
- 『洛克人X 指令任務』→『指令任務』
- 『洛克人X DiVE』→『DiVE』

## 主要人物

### 非正規獵人
- 艾克斯（╱）

配音：伊藤健太郎（『4代』）╱森久保祥太郎（『5代』～『7代』）╱櫻井孝宏（『指令任務』、『8代』、『1重製』、『DiVE』、『穿越領域計畫系列』）╱水島大宙（『Zero系列』）╱風間勇刀（『ZX系列』）
萊特博士生前所作出的新一代雷普利機器人，擁有強烈的正義感，並竭力維護世界的和平與人類和雷普利機器人之間的安定，雖然只是B級的機器人，卻擁有凌駕特A級機器人的戰鬥潛力。詳細參見「艾克斯」。
- 傑洛（╱）

配音：置鮎龍太郎（『X系列』、『鬼武者 無賴傳』、『龍之子VS卡普空 究極全明星』、『漫畫英雄VS卡普空3』、『穿越領域計畫系列』、『任天堂明星大亂鬥 特別版』）╱風間勇刀（『Zero系列』、『ZX系列』、『DiVE』、『SNK VS.卡普空 SVC CHAOS』）
艾克斯的前輩兼知心好友，也是少數了解艾克斯的人，擁有與特A級機器人並駕齊驅的能力。詳細參見「傑洛」。
- 艾克賽爾（╱）

配音：高山南（『7代』、『8代』、『指令任務』、『DiVE』）
創造者不明的新世代雷普利機器人原型。在《7代》中是自衛組織紅色警戒的成員，被視為重寶，後來獨自逃出要塞，而被非正規獵人的傑洛拘留調查，之後希望以倒戈紅色警戒的方式來補償。因組織後期的作為改變而感到不滿，所以逃離組織，引起十分大的騷動。擁有複製敵人DNA晶片的能力，並利用DNA變身。個性調皮，如同一般青少年，擅長使用槍械類武器。
艾克賽爾擁有奇異的變身能力，利用手槍擊出特別的「複製彈」，若能以此破壞敵人並掉出DNA核心，艾克賽爾便能發動「召喚」或「變身」的技能。前者可以將原來的小型敵人召喚，運用其特徵功能；後者可令艾克賽爾暫時變成敵人一樣的樣貌及一定的能力。這兩種能力對於他自己來說，也是個謎，也因為西格瑪看上了這兩種能力，間接引發非正規獵人及紅色警戒開戰。
雷德是艾克賽爾所感恩的前輩，但艾克斯才是他所憧憬的男人，在兩者之間，年少的艾克賽爾表面上處之泰然地與拍檔傑洛出擊。
在《8代》中，艾克賽爾的能力改成連射，攻擊方式如同《洛克人與佛魯迪》中的「佛魯迪」。此外，他還會翻滾與短暫的水平浮空，獲得的特殊武器可無限使用。
- 霸法╱維爾[1]（╱╱[2]）

配音：下崎紘史（『1重製』、『DiVE』）╱麥人（『8代』）
原非正規獵人第17隊（精銳部隊）的隊員，艾克斯的舊同僚。由於電子頭腦的缺陷，所以會以破壞非正規機器人為樂，隨後因違反規定而被逮捕，西格瑪叛亂後被釋放，表面上效忠西格瑪，但其實有自己的目的。
在《幻電任務》中作為過去的資料再度登場。
在《3代》中經由多普拉博士的手復活並升級為「霸法MK-II」，對艾克斯有極大的恨意，無視多普拉博士的命令而擅自找上艾克斯報仇。
《8代》中再度復活並升級為「霸法V」，個性比以往更加殘暴，以破壞為樂。
- 西格瑪（╱╱）

配音：麥人（『X系列』）
原非正規獵人第17隊（精銳部隊）的隊長，傑洛和艾克斯的上司。凱恩博士的最高傑作，凱恩博士製造他時將最新最好的晶片、程式、優秀的電子頭腦都放在他身上，被許多機器人仰慕，但某日卻非正規化並發起叛變，企圖打造一個只有雷普利機器人的世界。詳細參見「西格瑪」。

### 非正規獵人基地
- 領航員（╱）

配音：小林由美子（『1重製』）
僅在《1重製》登場。粉色長髮的女性機器人，名字不詳，負責將各類資訊傳達給非正規獵人。
- 愛麗絲（╱）

配音：水谷優子（『4代』）╱遠藤綾（『DiVE』）
在《4代》的「傑洛篇」中登場。
卡尼爾的妹妹，是X系列中首位女性角色，也是本作的女主角。在空中都市事件中遭到巨大非正規品擄走，被傑洛拯救後，被送到非正規獵人司令部接受保護。
擁有一顆溫柔而且愛好和平的心，對卡尼爾以及將軍所提出的理想「只有雷普利機器人的世界」懷抱憧憬。在知道哥哥被傑洛擊敗後，傷心欲絕的她離開了非正規獵人司令部回到仲裁部隊。
夾在來到最終武器的傑洛的道歉話語，以及與哥哥的情感之間，愛麗絲選擇將從哥哥卡尼爾身上回收的資料晶片輸入自己體內，穿上騎乘裝甲般的盔甲，以自己的意志向傑洛復仇。被擊敗後，氣若游絲的她向傑洛傳達了自己的心意，然而兩人的理念終究無法共通，最後死在傑洛懷中。這個經歷深深重傷傑洛的內心，並激起「自己到底是為了什麼而戰鬥」的嚴重質疑。
在《5代》的「傑洛結局」中，愛麗絲的身影也有在傑洛因瀕死而失控的回憶中出現，傑洛到最後仍然對於愛麗絲的死抱有很重的罪惡感。
在《吸魂者》中為仲裁部隊派來非正規戰警總部中研習的實習生，因剛好碰到這次的事件，所以這次臨時擔任兩人的領航員，由故事劇情的進行可得知喜歡傑洛，並且由對話得知與艾克斯為舊識。
- 達布爾（╱）

配音：松本保典（『4代』）
在《4代》的「艾克斯篇」中登場。
被分派到非正規獵人第17精銳部隊的C級新手獵人，亦是艾克斯的領航員。經常慌慌張張的，也給人笨手笨腳的印象，但在獵人間的評價似乎很差。有常在語尾加上「～deshi」的口僻。
實際上真實身是西格瑪為了徹底調查艾克斯的性格所製造並送進非正規獵人部隊的間諜，以低等以及單純的假外表，成功取得艾克斯的信任。身體主要由液態金屬構成，可藉由活性化、自由變化外形，遭受攻擊時也可以將身體分解並反擊。在最終武器伏擊並被艾克斯擊敗，但他的背叛卻使艾克斯受到相當大的打擊。
- 席格那斯（╱）

配音：鈴置洋孝（『6代』、『7代』）╱岩鶴恆義（『8代』）
非正規獵人的總監，為人冷靜，並監督和指揮獵人們的工作。就現存的雷普利機器人而言，他擁有世界精密度最高的CPU，如此優秀的能力使他能勝任獵人總部的總指揮。
在《8代》中，他只會在任務評價時出現，不管評價如何都會給予鼓勵。
- 艾莉亞（╱）

配音：笠原留美（『6代』～『8代』、『DiVE』）
為獵人們提供資料的女性領航員，能分析艾克斯各部分的獨特裝甲。
在以前身為雷普利機器人工程研究員時，與凱特是同僚。因為凱特的作品往往難以分析或理解，故此，艾莉亞亦曾經將其認定為非正規機器人，令他們被處決。
在《8代》中可開啟秘技以艾莉亞出擊，與艾克斯的操作方式相同，能力與艾克斯素身同。
- 達古拉斯（╱）

配音：高木涉（『6代』）
獵人總部的機械技師，精通裝備配件、改良武器等工作。在《6代》中負責整理裝甲及能力增強資料。
- 蕾亞（╱）

配音：川田園子（『8代』、『DiVE』）
《8代》登場的領航員，外貌成熟、溫文有禮，善於分析頭目弱點。對傑洛有好感。
可開啟秘技以蕾亞出擊，與傑洛的操作方式相同。
- 帕蕾特（╱）

配音：三間春奈（『8代』、『DiVE』）
《8代》登場的領航員，活潑好動、喜愛玩樂，善於分析關卡路線及隱藏地區。同時也是開發人員，負責開發新的晶片或能力，進入開發研究室，會發現她帶著眼鏡。
可開啟秘技以帕蕾特出擊，與艾克賽爾的操作方式相同，但沒有複製DNA的能力。
- 救護員（╱）

僅在《5代》登場，負責機器人的救援工作及保持機器人的健康，意識到傑洛不受病毒影響的古怪現象。

### 反擊獵人
- 薩加斯（╱）

反擊獵人兼「統一計劃」的主腦，具備思考能力極高的CPU，智慧程度甚至在西格瑪之上。他在戰敗陣亡前，曾經提及「萊特」，加上他能夠將傑洛成功復原，故此被不少玩家猜想為「威利博士」的化身，但他為何可以生存至今，或者將自己如萊特博士般化成程式或數據等型態，則不得而知。
在《幻電任務》中作為過去的資料再度登場。
- 亞吉爾（╱）

反擊獵人的諜報隊長，善於潛入敵方陣地，同時也是劍術高手，言出有禮。攻擊和說話速度都非常快。尊敬西格瑪。
- 拜歐倫（╱）

反擊獵人中屬於純力量型的一員。頭上以粗金屬鏈繫著一巨大鐵球，並舞動鐵球以作攻擊。擁有單人單槍匹馬將一個中型非正規獵人總部毀滅的戰績，不過也因為太注重力量而使他的思考能力偏低，言行皆富有暴力傾向。
- 黑傑洛（╱）

黑色盔甲的傑洛。西格瑪用以恫嚇艾克斯的贗品，在艾克斯集齊傑洛的所有部件時出場，但不一會便被真正的傑洛連擊破壞。之後的作品中黑傑洛作為玩家（隱藏）角色登場。

### 闇影獵人
- 斬因（╱）

神秘戰鬥雷普利機器人集團闇影獵人的其中一人，聽從西格瑪的指示進入電子空間擊倒艾克斯。身上覆蓋中世紀裝甲及巨劍作為主力的戰鬥型機器人，致力於強化自己身上的戰力，是個沉默寡言的強者。
- 基梅爾（╱）

闇影獵人的其中一人，斬因的同夥，與沉默寡言的斬因相反，自身聰明、狡猾與邪惡，有著自己獨有的笑聲。武器為大型手裡劍和滑翔用的風箏、是如同忍者般的角色。

### 多普拉軍團
- 多普拉博士（╱）

有著老年科學家樣貌的雷普利機器人，凱恩博士的作品，也是開發出西格瑪疫苗的權威。
有著崇高的理想，希望建立人類與雷普利機器人共處的世界，所以建立了多貝爾城做為人類與雷普利機器人和平共存的理想國藍圖，但不幸的是開發西格瑪疫苗時自己也受到病毒感染，在病毒潛伏期過後發動叛變。
在《3代》的故事後半因發現自己鑄下大錯，為了彌補罪行則抓住西格瑪一起自爆。
- 瓦裘力拉FF╱畢特[1]（╱╱[2]）

多普拉博士開發並直屬的兩名高性能雷普利機器人「惡夢戰警」中的其中一位。在多普拉參考世界上各種的機器人後所開發，為速度型的機器人。原使命是保護多貝爾城，後隨多普拉博士發動叛變，對多普拉博士絕對忠誠。頭部造型類似日本古代男子的髮型角髮、身上則有著勾玉。
- 曼達雷拉BB╱拜特[1]（╱╱[2]）

多普拉博士開發並直屬的兩名高性能雷普利機器人「惡夢戰警」中的其中一位。在多普拉參考世界上各種的機器人後所開發，為力量型的機器人。原使命是保護多貝爾城，後隨多普拉博士發動叛變，對多普拉博士絕對忠誠。
- 馬克（╱）

非正規獵人第17隊隊員，實際上是多普拉軍團派來的臥底。成功抓住了艾克斯，但最後敗給傑洛。

### 仲裁部隊╱雷普利軍隊
- 卡尼爾（╱[3]）

配音：山野井仁（『4代』）
相當年輕就擔任仲裁部隊陸軍士官的雷普利機器人。是立下許多戰功的優秀軍人，也具有軍人的冷酷，不過對於部下跟妹妹也有體貼溫柔的一面。但是無論發生任何事情都要保護妹妹這個性格，整個仲裁部隊裡只有極少數的人知道其特殊原因。
擁有堅定的軍人意志與自尊，但也是因為這個原因導致仲裁部隊與非正規獵人的對立。與傑洛相同，主要武器皆為光束劍（但卡尼爾的光束劍外型為棒狀）。
在傑洛篇中，就算受到愛麗絲「希望和平解決」的請求，仍堅持自己的信念，最後在宇宙港與傑洛決戰被擊敗後殞命。
在艾克斯篇中，與艾克斯兩度戰鬥時，看出艾克斯擁有遠遠凌駕於自己的潛在能力，最後與艾克斯決戰並戰死於宇宙港。
- 傑內羅（╱[4]）

配音：大友龍三郎（『4代』）
統帥仲裁部隊陸、海、空、宇宙四種軍隊的最高司令官。功勳彪炳的軍人，富有聲望，行事果斷，愛戴部下而深受士兵們的信賴。就算受到西格瑪的教唆，傑內羅原先仍然並無發起政變的意圖，然而卻因西格瑪的策略使仲裁部隊被冠上「叛亂者」的汙名。為了保護部下，傑內羅發起這場戰爭，並與曾關係密切的非正規獵人對立，也與人類分道揚鑣，計畫建立一個只有雷普利機器人的國度。
政變後，奪取殖民地型巨大雷射砲（最終武器）的控制權，並在那指揮全軍，在最終武器進入太空之後被追上來的艾克斯與傑洛所擊敗，後來發覺自己以及最終武器被西格瑪所利用。最後為了阻止最終武器向地球攻擊，同時也是為了贖罪，犧牲自己破壞了最終武器。

### 夢魘現象調查員
- 凱特（╱[5]）

配音：藤原啟治（『6代』）
天才雷普利機器人工程研究員，艾莉亞的舊同僚。身為科學家，他熱衷於開發思考型機器人，不過他的天才想法亦使其他人無法明暸他的心意，最終更被人孤立和鄙視，而他的作品亦逐一以不同的理由被處決。不甘其才能被他人埋沒，反而使他心裏醞釀著強烈的復仇心理。一次偶遇那塊埋在沙中的碎片，心中並產生邪惡的復仇之心。一周後並利用這塊「傑洛的DNA」碎片製造夢魘病毒與「海馬克斯」，並觸發了在一場惡夢中的戰鬥，是傳送區域的最後一位首領。最後被打敗後，遭復活的西格瑪消滅。
- 艾索克（╱）

配音：青野武（『6代』）
凱特的首席助手，非常踴躍地研究傑洛，同時也好像很了解傑洛。當到達「秘密研究所」中被發現已經「消魂」。若使用傑洛打倒「海馬克斯」可以觀看艾索克與傑洛之間的特別劇情。
- 海馬克斯（╱）

配音：若本規夫（『6代』）
夢魘現象調查隊的隊長，全身黑色的造型顯出他深不可測的一面，冷言冷語、目無表情，是凱特的最高傑作，他的任務是消滅「夢魘傑洛」。海馬克斯的最不尋常之處，是他那強得過份的防禦力。他是亞空間的第二位首領，打敗他後，「秘密研究所」的關卡便會開啟。之後將會重新改良強化後再次於秘密研究所第二區作為首領出場。

### 紅色警戒
- 雷德（╱[6]）

配音：大塚明夫（『7代』）
紅色警戒的領袖，有著鐮刀死神般的外型，右眼有著傷痕，擁有令同伴信任服從的魅力，自己也重視他們。收養並培養沒有記憶的艾克賽爾。
在《7代》的故事後期，西格瑪刻意接近他，再黑手控制紅色警戒的成員，迫使雷德出手向獵人們宣戰。

### 新世代雷普利機器人
- 露明尼（╱）

配音：野田順子（『8代』）
「雅各計劃」的管理員，擁有中性的外表，實際上他也是新世代雷普利機器人的一份子，在事件開始時就被霸法綁架，此後便消失，直到艾克斯他們打敗西格瑪之後才發現他是幕後主使者，但他卻非受到病毒改染而發生異常，只是他的理想與西格瑪一樣，渴望只有雷普利機器人的世界，企圖抹除所有舊世代的事物。如此優秀的他竟輸給了舊世代的機器人，但他終不悔，在艾克賽爾試圖接近以為被擊倒的他時，他用盡了最後的力量攻擊艾克賽爾，可是這個動作被艾克斯和傑洛認為只是單純的反擊罷了，但他似乎留了類似寄生蟲的小碎片在艾克賽爾身上（艾克賽爾的結局中提及），這似乎是續作的伏筆（但卻隨著稻船敬二的辭職而石沈大海）。他的第一型態可以召喚八大頭目的必殺技，而第二型態會發動終極招式「失樂園」，整個天空會變暗，而玩家未攻擊一段時間後則會強制死亡。

### 人類
- 凱恩博士（╱）

配音：宮澤正（『1重製』）
22世紀機器人工學的權威，非正規獵人的創立者。發現艾克斯並以其為原形設計出能像人類自由思考的「雷普利機器人」的科學家，外表是個光頭、蓄有長鬚的老人。想見證艾克斯及雷普利機器人的可能性。在《2代》中嘗試修復傑洛的身體。
- 萊特博士（╱╱[2]）

配音：石森達幸（『洛克人2 威力鬥士』）╱飯塚昭三（『元祖8代』、『洛克人賽車』、『洛克人大冒險』）╱麻生智久（『1重製』、『洛克人洛克人』）╱中博史（『洛克人 向星星許願』、『洛克人 未來危險了』）╱飛田展男（『洛克人11』）╱佐佐山洋一（『8代』）
本名「湯瑪士·萊特」（╱╱），艾克斯及《洛克人元祖系列》主角洛克人的製作者，被世人稱為“機器人工學之父”，和藹可親，厭惡戰爭，希望人類能與機器人和平相處。
在洛克人X的時間點已去世。將艾克斯的裝甲資料分成四個部分，以機器膠囊的方式給予艾克斯，並留下自己化作電腦資料和立體影像敘述其性能，在以化作資料後的百年仍舊掛心人類與機器人的相處情況，並不時持續給艾克斯建議。知道傑洛的事情並對其信任，若在5代中使用傑洛遇上隱藏的裝甲膠囊時，萊特博士會協助將傑洛身上的力量引出變成黑傑洛，並由衷希望傑洛與艾克斯一起守護未來。
據說在『洛克人初代』開發階段時，萊特博士的設計原型是聖誕老人。
- 威利博士（╱）

配音：石森達幸（『洛克人 威力戰鬥』、『洛克人2 威力鬥士』）╱青野武（『元祖8代』、『洛克人賽車』、『洛克人大冒險』、『洛克人洛克人』、『4代』）╱緒方賢一（『洛克人 向星星許願』）╱梅津秀行（『洛克人11』）
本名「艾柏特·W·威利」（╱），在《4代》中僅以輪廓的姿態登場。傑洛經常夢見的人。是傑洛的創造者，也是萊特博士的死對頭。在《5代》中雖未直接登場，但是根據西格瑪所言的特徵可得知他是指示西格瑪散播病毒，使殖民星落下的幕後主謀。詳細參見「威利博士」。

### 其他
- 戴納摩（╱）

配音：森久保祥太郎（『5代』、『6代』）
《5代》登場，西格瑪的僱傭兵，負責使殖民星歐拉西亞脫離軌道，會阻撓艾克斯和傑洛的行動。《6代》中為亞空間的第三位首領，善用其中一項特殊武器的話，便能在他身上「賺取」不少夢魘靈魂。
《6代》中出現的理由比較接近以第三勢力活動，對於夢魘靈魂抱持興趣而以夢魘靈魂當成賭注和艾克斯及傑洛對戰，不過還是不改他吊兒郎當的做風。
- 斯達（╱）

配音：森功至（『7代』）
在《7代》的開場動畫中出現，口中叼著類似雪茄的東西。在RD-13-29點被紅色警戒追捕時，點算從非法勾當中得到的病毒程式「西格瑪─02」，最後被複製阿路仕外表的艾克賽爾處決。
- 阿路仕（╱）

配音：麥人（『7代』）
在《7代》的開場動畫中出現，斯達的助手。在RD-13-29點附近替他查看四周時被艾克賽爾處決，並複製其DNA。
- 米迪（╱）

於《幻電任務》中登場。凱恩博士的助手，有如天才般的少年雷普利機器人，與提克諾的電子頭腦為相同CPU的雙胞胎弟弟，負責協助艾克斯與傑洛在電子空間的調查，因為與提克諾為生命共同體的緣故，在提克諾消逝之後，也隨之跟著死去。
- 提克諾（╱）

米迪的雙胞胎哥哥，被洗腦後非正規化，聽從西格瑪的命令協助闇影戰警入侵非正規獵人基地的馬薩電腦，遊戲中不需與他戰鬥，與米迪為一個實驗室中誕生的產物，其目的是要讓兩枚電腦晶片在組合時能發揮出加倍的威力，但最後實驗失敗，只讓兩兄弟可以個別運作，但兩枚晶片之間的連結沒有並除去，讓他們變成了生命共同體。
- 貝爾卡娜（╱）

《吸魂者》中事件的主謀，有著魔女的外型，原先是拉格斯島負責雷普利機器人開發的女性研究員機器人，是製造時間、過去的經歷等，一切都成謎的神祕女性角色，也是系列作中少見的女性頭目之一。
- 卡雷斯（╱）

由貝爾卡娜製造，騎士造型的雷普利機器人。是她其信賴的左右手，擁有強力的攻擊與優秀防禦力，有著一把號稱能貫穿一切的長槍作為主武力。

## 八大頭目

### 1代及1重製
- 「深海的武裝將軍」－ 魚雷章魚（╱╱[2]）

配音：太田哲治（『1重製』）
原非正規獵人第6艦隊的隊員，章魚型機器人。
本身火力強大，戰略知識也相當豐富，戰鬥時非常講究美學，所以打倒對手時常常使用華麗的手法。
因為長久以來對保護人類的想法感到不解，又剛好碰上西格瑪的叛亂，所以欣然加入了西格瑪的麾下，以海軍部隊的火力鎮壓了海上都市。
為《5代》中閃電烏賊的前輩兼好友。
- 「雪原的皇帝」－ 冰凍企鵝╱冰雪企鵝[1]（╱╱[2]）

配音：石野龍三（『1重製』）
原非正規獵人第13極地部隊的隊員，企鵝型機器人，也是少數特A級的非正規獵人。
雖然是寒地用機器人，但相當喜歡都市的生活，對於極地一成不變的生活感到無聊，時常利用西格瑪請求其他部隊派員支援的機會來回到都市。
在得知西格瑪叛亂之後認為是個可以永遠遠離極地的機會，於是打倒了自己的長官而加入了西格瑪的叛亂。
- 「灼熱的油箱」－ 燃燒猛獁╱烈焰猛獁[1]（╱╱[2]）

配音：三宅健太（『1重製』）
原非正規獵人第4陸上部隊的隊長，猛獁象型機器人。
曾有在中東沙漠參與戰爭的經驗，因為體型巨大且力量強大，所以會霸凌比自己弱小的敵人，甚至連非正規獵人都不放過。
一直以來都渴望能找到讓能夠盡情攻擊弱小敵人的戰場而加入了西格瑪的叛亂，然而自身以大欺小的惡劣個性導致沒有任何其他第4陸上部隊的部下願意與他一起加入西格瑪的叛亂行動，所以單獨以強大火力拿下了機器人廢棄場，準備改造成一座新型兵器工廠。
與階級較低但實力卻不相上下的冰凍企鵝關係極差。
- 「時空的斬鐵鬼」－ 迴力鏢鍬形蟲（╱╱[2]）

配音：泉尚摯（『1重製』）
原非正規獵人第17精銳部隊的隊員，鍬形蟲型機器人。
戰鬥方式為快速移動來混淆對手，相當擅長資料處理與分析，為講求理性的理論派戰鬥家，並不太在意是非善惡是什麼。
雖然自稱「覺得站在這一邊比較有趣」而加入西格瑪的麾下來叛亂，但實際上是在冷靜分析後得到「不這麼做的話是死路一條」的結論，而作出這決定，攻佔了都市高塔作為戰鬥的基地。
《3代》登場的重力甲蟲是他的弟弟。
- 「幽林的妖撃手」－ 針刺變色龍（╱╱[2]）

配音：下崎紘史（『1重製』）
原非正規獵人第9突擊部隊的隊員，變色龍型機器人。
擅長使用高速的舌頭攻擊及擬態能力來戰鬥，是部隊中實力最強的成員之一，但是個做事相當不擇手段的野心家，個性又多疑狡猾且人望極差，一直以來都妄想著升遷隊長職位。
自打聽到自己在下一次的升遷也只會升級到副隊長之後，感覺到自己在隊上發展無望，因此加入了西格瑪的麾下來反叛。
在《6代》的八大頭目之一「金屬鯊」的其中一個招式中，會出現用資料重現的金屬變色龍來攻擊對手。
- 「豪速拳的雷王」－ 電光山魈（╱╱[2]）

配音：長嶝高士（『1重製』）
原非正規獵人第17精銳部隊的隊員，山魈型機器人，也是少數特A級的非正規獵人。
擅長使用強力的電擊和龐大的身體產生戰鬥力來攻擊對手，但頭腦並不怎麼聰明，加入西格瑪叛亂的理由就只是因為西格瑪是他的上司。
在西格瑪的命令下進行攻佔發電所，因為個性懶惰的緣故，在攻佔發電所後便留在最深處吸收自己最愛的電力，而將其他的後續工作都交給部下去忙。
- 「天空的貴公子」－ 暴風鐵鷹（╱╱[2]）

配音：景浦大輔（『1重製』）
原非正規獵人第7空艇部隊的隊長，老鷹型機器人。
擅長在空中進行高速戰鬥，個性十分冷靜沉著，部下對他的評價非常的高，因為曾在第17精銳部隊受訓過，所以也是艾克斯和傑洛的舊識兼老朋友。
在西格瑪叛亂初期作為反抗軍領導者反抗西格瑪，但因不敵西格瑪的壓倒性力量，只好加入西格瑪麾下一同叛亂，佔領了空中機場。
在《6代》使用特殊武器「金屬錨」的集氣版時，會出現大量用資料重現的金屬暴風鐵鷹來攻擊對手。
- 「鋼鐵的裝甲鬥士」－ 裝甲犰狳（╱╱[2]）

配音：三宅健太（『1重製』）
原非正規獵人第8裝甲部隊的隊長，犰狳型機器人。
擁有相當高的防禦力，身上的裝備能將多數攻擊給抵擋掉，有著強烈的武士魂和軍人個性。
因為非正規獵人實質上的首領是西格瑪，所以西格瑪叛亂時便忠心的作為下屬協助攻佔礦坑，對西格瑪的行動的一率不予評論。

### 2代
- 「水晶魔術師」－ 水晶蝸牛（╱╱[2]）

蝸牛型機器人。
體型小巧且個性相當古怪和自閉，但擁有將敵人封進水晶的能力，在防禦方面他也有相當堅固的甲殼。佔據可以提高雷普利機器人能力的能量水晶「奈爾恩水晶」的礦洞以為西格瑪提供能量來源，漫畫中非常喜愛水晶洞窟裡的水晶雷射發射器，在發射器被艾克斯摧毀後十分的憤怒，並且說要殺死艾克斯以報水晶被毀滅之仇。
- 「深海切裂魔」－ 泡沫巨蟹（╱╱[2]）

蟹型機器人。
原為非正規獵人第6隊（水陸艦隊）的隊員，是個貪財慾比西格瑪的野心更大的守財奴，反亂時控制著深海基地，與同隊的爪輪鱷魚是犬猿之仲，相處狀況極糟，漫畫中在管理儲放著可提高海中雷普利機器人能力的「馬雅之鑽」。
- 「夢幻島的墮天使」－ 廢鐵飛蛾╱變形飛蛾[1]（╱╱[2]）

飛蛾型機器人。
由西格瑪製造。以吸取其他機能停止的機器人而成長的試作型機器人，控制著機械廢棄工場，是個很懶的傢伙。在漫畫中可以用磷粉使對方產生幻覺，或用廢鐵組合起來發射出去攻擊對手。
- 「凶牙重戰車」－ 爪輪鱷魚（╱╱[2]）

鱷魚型機器人。
原為非正規獵人第6隊（水陸艦隊）的副隊長，個性殘暴且異常喜愛於破壞與殺戮，是個標準的破壞狂，因攻擊手段太放任而誤傷過很多同伴。參加西格瑪叛亂的最大原因是可以滿足自己的破壞慾之故，操控著大型恐龍戰艦在城市中蹂躝，和同樣是第6隊水路艦隊的隊員泡沫巨蟹相處很差。漫畫中艾克斯與其對戰時由於飛彈系統尚未修復而居於下風，之後雙重飛彈能力的覺醒使他威力大增而擊敗了爪輪鱷魚。
- 「砂漠奔跑家」－ 音速鴕鳥╱超速鴕鳥[1]（╱╱[2]）

鴕鳥型機器人。
原為非正規獵人第7隊（空艦部隊）的隊員，因為飛行器失靈而退出獵人的行列。強勁的腳力被西格瑪看中而被邀參加叛亂，佔據沙漠的導彈基地。
在漫畫中是因為被西格瑪勸降而為暴風鐵鷹復仇，最後自己為了阻止飛彈而和暴風鐵鷹的靈魂一起摧毀飛彈。
- 「綠林小惡魔」－ 長鏈絲瓜╱長鏈海綿[1]（╱╱[2]）

絲瓜型機器人。
受西格瑪命令去佔據天氣控制中心，因為CPU不太完整而變成一失敗作，導致性格如小孩般活潑，但同時仍有西格瑪晶片驅使的殘暴行為，漫畫中被艾克斯擊倒後艾克斯想摧毀他，但是被凱恩博士制止。而重新改造後稱呼凱恩博士為凱恩主人，是《洛克人X2》漫畫裡八大頭目中唯一一個生還的頭目機器人。
- 「紅色殺手」－ 電磁蜈蚣（╱╱[2]）

蜈蚣型機器人。
原為非正規獵人第0隊（忍者部隊）的隊長（之後3代的第0特殊部隊隊長由傑洛擔任），因為被西格瑪捉去並洗腦而與艾克斯倒戈相向。控制著名為馬薩的世界超大型中央電腦中心，向網路送出西格瑪病毒，個性陰險且相當有智慧，與艾克斯在中央電腦中心對決時被推到外漏的電腦線路牆壁上而使自己對馬薩輸入的病毒逆流到自己的身體裡而導致自身機能停止。
在《6代》的八大頭目之一「金屬鯊」的其中一個招式中，會出現用資料重現的金屬電磁蜈蚣來攻擊對手。
- 「熾熱拳皇」－ 烈火雄鹿（╱╱[2]）

鹿型機器人。
原為非正規獵人第17隊（精銳部隊）的隊員，個性急躁且愛好其面子所以極不喜歡戰敗。在上次大戰後失蹤，在漫畫中因為西格瑪叛亂之前在一場B級非正規獵人和特A級非正規獵人一對一的單挑中被艾克斯打敗，因這個恥辱而所懷藏的報復想法，且依照西格瑪的命令控制了一群集中的帶火山，意圖引起其連鎖效應而連串爆發，進行使火山灰遮敝太陽光以令地球陷入冰河時期。在西格瑪為叛亂之前為特A級非正規獵人，喜歡對其他階位較低的非正規獵人（尤其是B級）施展暴力行為。

### 3代
- 「蛟龍統帥」－ 酸素海馬╱毒素海馬[1]（╱╱[2]）

隸屬多普拉軍團的海馬型機器人。
身體材質以特殊的液態金屬製成，可以隨時液化或溶化於水中，目前聽從多普拉的命令，攻下了人類最大的水庫「摩納庫大壩」，意圖將人類的水源斷絕。
- 「暗影飛忍」－ 爆炸黃蜂╱爆破黃蜂[1]（╱╱[2]）

黃蜂型機器人。
原為第0特殊部隊的副隊長，個性相當的穩重沉著，代替了事務繁忙的隊長傑洛赴宴於多貝爾城，卻遭到多普拉給綁架並被洗腦，被控制後攻下了兵器工場，為多普拉軍製造大量機器兵團。
在《6代》的八大頭目之一「金屬鯊」的其中一個招式中（困難模式），會出現用資料重現的金屬黃蜂來攻擊對手。
- 「援助發電站」－ 高壓電鯰╱閃電鯰魚[1]（╱╱[2]）

鯰魚型機器人。
為緊急發電而製造，身體內建高性能發電機，因心地善良而很受人類歡迎，赴宴於多貝爾城之後遭病毒感染而非正規化，拿下了數座大型的發電廠，來將電力供給多普拉軍團。
- 「七海的破壊神」－ 巨剪龍蝦╱破壞龍蝦[1]（╱╱[2]）

龍蝦型機器人。
原為隸屬海軍的戰鬥型機器人，因為人工智慧缺陷導致會不分敵我的攻擊，之後就被封印在倉庫中，而因為不知是誰將其重新啟動，醒來後照著多普拉軍團的命令攻下了附近的造船廠。
- 「閃耀的守護神」－ 閃光猛虎╱霓虹彩虎[1]（╱╱[2]）

虎型機器人。
以純太陽能為動力，負責逮捕盜獵者以保護瀕臨絕種動物的森林巡察員，赴宴於多貝爾城之後非正規化，之後就以森林作為前線基地。有著特別設計作為高感光偵測器的眼睛，可以在黑暗的環境中給予任何敵人準確的攻擊。
- 「鋼鐵的復仇者」－ 重力甲蟲（╱╱[2]）

獨角仙型機器人。
原隸屬第17部隊，是《1代》中迴力鏢鍬形蟲的弟弟，對於將自己哥哥處決的艾克斯相當憎恨，而這次多普拉軍團的叛亂正好給了他復仇的機會，之後便指揮著巨大甲蟲航空艦將機器兵團至運往世界各地。
- 「白銀的雪男」－ 冷凍水牛╱暴雪水牛[1]（╱╱[2]）

水牛型機器人。
原滑雪場整備用的機器人，越寒冷的環境下越能發揮其效能，赴宴於多貝爾城之後非正規化，目前在執行將都市冷凍的計畫。也是個性格沉穩的優秀藝術家，相當喜歡做冰雕。
- 「地底的野蠻人」－ 電鑽犀牛╱隧道犀牛[1]（╱╱[2]）

犀牛型機器人。
右手配備鑽頭，前能量水晶礦的礦工，赴宴於多貝爾城之後非正規化，現在以狂暴的戰鬥力將礦脈給占領，有著相當高的破壞欲。

### 4代
- 「密林中的指揮官」– 電網蜘蛛（╱╱[2]）[8]

配音：二又一成（『4代』）
蜘蛛型機器人。前非正規獵人第0特殊部隊隊員，曾為傑洛的部下。後轉職進入仲裁部隊，被任命為游擊隊隊長，功勳彪炳的軍人。在仲裁部隊叛亂後，被分派前往守護密林中的電漿光束砲。
- 「網路的守護者」– 電子孔雀（╱╱[2]）[8]

配音：二又一成（『4代』）
孔雀型機器人。原為電子空間進行大規模駭客防治的程式，但遭到西格瑪改造，變成殘酷又變態的瘋狂破壞者，在網路空間進行破壞。說話帶有女性化口吻。
- 「天空的參謀長」– 暴風貓頭鷹（╱╱[2]）[8]

配音：岡和男（『4代』）
貓頭鷹型機器人。仲裁部隊參謀本部軍師，對自己身為軍人有很高的驕傲，對於非正規獵人認定他是暴躁人士而感到不悅，率領仲裁空軍與非正規獵人正面對決。
- 「爆炎的武鬥家」– 岩漿龍（╱╱[2]）[8]

配音：長嶝高士（『4代』、『5代』）
龍型機器人。原為非正規獵人第14格鬥部隊隊長，武術相當的精湛，在仲裁部隊叛亂後突然背叛了非正規獵人。
由於想和自己所尊敬的艾克斯全力戰鬥，在西格瑪的勸誘下，破壞了空中都市的動力爐並點燃這場「仲裁大戰」，之後離開非正規獵人司令部投靠了仲裁部隊，進而攻佔火山，並將前來的獵人一一擊退。他對破壞空中都市一事感到很抱歉，但不後悔他做出的決定。
岩漿龍的設計原型來自快打旋風系列的豪鬼，同樣會使用波動拳、昇龍拳以及天魔空刃腳，身上也有一串佛珠。此外該角色亦以虛擬頭目的身分登場於《5代》的訓練關卡。
- 「水中的驅逐者」– 噴射魟魚（ジェット・スティングレン╱╱[2]）[8]

配音：細井治（『4代』）
魟魚型機器人。仲裁海軍成員。認為傑內羅與卡尼爾是軍人的典範而崇敬他們，引爆了海岸都市的地下動力部後逃往自己海上的基地。
- 「廢墟中的小惡魔」– 分身蘑菇（╱）[8]

配音：丸田麻里（『4代』）
蘑菇型機器人。原為生化研究所的管理機器人，在研究所關閉的同時被處理掉，後經由西格瑪的手復活。仲裁部隊叛亂時，將本來半毀的研究所要塞化，如兒童般頑皮的襲擊所有入侵者。
其行動模式參考於《洛克人3》的雙子星人。
- 「鋼鐵的破壞王」– 斬擊獅╱斬擊野獸[1]（╱[Slash Beastleo] 错误：{{Lang}}：缺少语言标签（帮助）╱[2]）[8]

配音：長嶝高士（『4代』）
獅型機器人。仲裁部隊中數一數二的暴力狂，為了想要大鬧天下而加入仲裁部隊，是個可以讓任何敵人都懼怕的勇猛戰士，被分派進行軍用補給火車的調度與守備。
- 「北極的暴徒」– 冰霜海象（╱╱[2]）[8]

配音：岡和男（『4代』）
海象型機器人。仲裁部隊的問題份子，體型亦為八大頭目最大。曾經被判定非正規機器人而面臨處刑，但被傑內羅看出其潛力而提拔為特別部隊成員。認為軍人的職責在於破壞，因此相當高興的迎接這次叛亂。他負責保衛北極地區的武器開發工作。
《4代》的頭目角色中唯一關卡前半段及後半段BGM不同。

### 5代
- 「暴走的弦月鐵爪」- 新月灰熊（╱╱[2][10]）[11]

灰熊型機器人。過去是掠奪取得戰利品後再販售牟利的生活的軍火商，在秘密倉庫販賣武器，最近較偏向仲介商的生活，對於機器人的戰鬥不重視。右眼的失明及臉上的傷痕是以往跟傑洛戰鬥造成的，因此耿耿於懷。擁有奧利哈鋼。
最初設定時所參考的動物為豬，使用武器為毒瓦斯，後來因覺得不適合而沒有採用，之後設計者聽從了團隊裡前輩的意見後將其改成熊，同時也決定了特殊武器和攻擊方法。
- 「超電磁的陷阱」- 閃電烏賊（╱╱[2][10]）[11]

烏賊型機器人。曾是非正規獵人第6艦隊的一員。
因為對自己的工作感到懷疑而辭職，之後專注研究把能源工學用在和平用途上，身上搭載著自己正在研發的發電裝置，將洛克人X的魚雷章魚視為尊敬的前輩，擁有能源瓶。
雖然性別為男性，但說話時的口吻較為女性化。
- 「才智的光輝」- 閃光螢火蟲（╱╱[2][10]╱[12]）[11]

螢火蟲型機器人。雷射工學的權威，不希望自己的研究成果被非正規獵人所用並用作製造武器，因此把研究室藏在古堡中，擁有雷射裝置。
為最初幾個決定的頭目之一，身體顏色原本也不是紅色色調，但發現時已到了開發後期，所以不得不採用。
- 「大海的守護神」- 海潮鯨魚（╱╱[2][10]╱[12]）[11]

鯨魚型機器人。海洋博物館管理人，同時是海洋防衛部隊的隊長，對於對守護海洋抱持著強烈的責任感，也因此常和仲裁海軍發生衝突，擁有氫氣能源。
最初是《4代》當中被否決掉的其中一個頭目草案，理由是將大型的鯨魚給擬人化太過困難。
- 「空軍王子」- 疾風飛馬（╱╱[2][10]╱[12]）[11]

飛馬型機器人。仲裁部隊新上任，具有正義感的年輕指揮官，但因年輕導致血氣方剛，從而時常犯錯，頭上有著仲裁部隊的標誌，在仲裁大戰中生存下來，十分尊敬《4代》中的卡尼爾及傑內羅，擁有軌道翼。
繼《4代》的「岩漿龍」後第二個外型參考幻想生物的頭目，而因為當時攻擊方式想要參考老鷹，且剛好同部門正在開發《洛克人X 指令任務》，其中遊戲裡作為其中頭目之一的暴風鐵鷹給了製作團隊靈感，所以就順勢使用了類似老鷹的攻擊模式。
- 「深紅的幻術」- 尖刺紅玫瑰（╱╱[2][10]）[11]

玫瑰型機器人。因與叢林的自動控制裝置融合，且又被西克瑪病毒感染而誕生，成為了變異型非正規機器人，負責森林的自然控制系統，對於地球面臨的危機漠不關心，擁有軌道引擎。
為最初幾個決定的頭目之一，起先製作團隊因為難以決定傑洛打倒他後的學習招式而大傷腦筋，後來決定使用雙幻夢。
- 「被遺忘的黑暗戰士」 - 黑暗蝙蝠（╱╱[2][10]）[11]

蝙蝠型機器人。西格瑪三年前製造的非正規機器人，但因沒什麼戰力和實績而被西克瑪忽略，甚至連他臨陣脫逃了都不知道，這次做為西格瑪的忠心部下登場，擁有燃料瓶。
其特殊武器黑暗定身參考了《洛克人2》中閃光人的時間暫停。
- 「侏羅紀地獄」- 噴火暴龍（╱╱[2][10]）[11]

暴龍型機器人。隸屬仲裁部隊的防止災害隊隊員，仲裁大戰後被指派在火山裏執行任務，就職後便依照自己的興趣建造武器庫，並以火山為動力來大量製造武器，不信任非正規獵人，藏有噴射器。
繼《4代》的岩漿龍和《5代》的疾風飛馬後第三個外型參考幻想生物的頭目，原本的攻擊動作相當多樣，但礙於遊戲容量的不足所以有所刪減。

### 幻電任務
作中頭目大多都是由超級任天堂平台完全移植，且皆為馬薩電腦中重現的資料，故不多加介紹。
登場於《1代》
- 冰凍企鵝╱冰雪企鵝[1]（╱╱[2]）
- 暴風鐵鷹（╱╱[2]）
- 電光山魈（╱╱[2]）
- 裝甲犰狳（╱╱[2]）

登場於《2代》
- 烈火雄鹿（╱╱[2]）
- 廢鐵飛蛾╱變形飛蛾[1]（╱╱[2]）
- 電磁蜈蚣（╱╱[2]）
- 爪輪鱷魚（╱╱[2]）

### 吸魂者
作中頭目大多都是由超級任天堂平台完全移植，且皆為馬薩電腦中重現的資料，故不多加介紹。
登場於《1代》
- 魚雷章魚（╱╱[2]）
- 燃燒猛獁╱烈焰猛獁[1]（╱╱[2]）

登場於《2代》
- 長鏈絲瓜╱長鏈海綿[1]（╱╱[2]）
- 音速鴕鳥╱超速鴕鳥[1]（╱╱[2]）

登場於《3代》
- 爆炸黃蜂╱爆破黃蜂[1]（╱╱[2]）
- 高壓電鯰╱閃電鯰魚[1]（╱╱[2]）
- 閃光猛虎╱霓虹彩虎[1]（╱╱[2]）
- 電鑽犀牛╱隧道犀牛[1]（╱╱[2]）

### 6代
- 蜻蜓指揮官（╱）

配音：高木涉（『6代』）
蜻蜓型機器人。作森林觀察及保護用，一次人為疏失造成的森林大火中，原肇事者為了脫罪而對他的飛行裝置動了手腳使他被處決。復活之後派遣負責調查亞瑪遜區域。
- 暴雪銀狼（╱）

配音：石川英郎（『6代』）
狼型機器人，曾被處決的凱特作品之一。極地開拓隊隊長，富有責任感，獲得隊友的信賴。有一次開拓隊受非正規機器人所襲擊，只有成功擊退對方的冰雪銀狼一人生存，反凱特的人因此策劃將冰雪銀狼暗中處決。由於當時艾莉雅在被蒙在鼓裡的狀況下成了親手處決他的人，這次事件令她非常悔痛。在凱特手上復活，負責調查北極區域。
- 烈焰火鳳凰（╱）

配音：三木真一郎（『6代』）
鳳凰型機器人，曾被處決的凱特作品之一。探查火山熱點，能力強於其他調查員，其行動往往不顧命令和後果，使隊友們都無一倖免，也因而令他在地下深處被處決。在凱特手上復活，負責調查熔岩區域。
- 金屬鯊（╱[13]）

配音：麥人（『6代』）
鎚頭鯊型機器人，曾被處決的凱特作品之一。資源再生研究所所長，能夠回收機器人的殘骸，再以個人的DNA研究技術將機器人復活。這行為在法律上是不容許的，但凱特本人因為對此感到有興趣而默許，最後金屬鯊被處決。在凱特手上復活，負責調查資源再生研究所。在玩家與金屬鯊戰鬥的過程中，還能看到曾在《1代》至《3代》被打敗的八大頭目－針刺變色龍（使用傑洛時）、電磁蜈蚣（使用艾克斯時）和爆炸黃蜂（困難模式時）被金屬鯊重新組裝短暫復活加以輔助攻擊。
- 大地聖甲蟲（╱）

配音：青野武（『6代』）
聖甲蟲型機器人，曾被處決的凱特作品之一。自稱寶藏獵人的考古學家，除了發掘珍寶之外也熱衷於研究工作。因為嘗試闖入艾克斯和傑洛被發現的禁地而被處決。在凱特手上復活，負責調查中央博物館。
- 暴雨翠龜（╱）

配音：石川英郎（『6代』）
龜型機器人，曾被處決的凱特作品之一。屬於水質改善部門，個性善良，尊敬努力守護世界的艾克斯和傑洛，也對凱特誓死效忠，曾表示「如果要背叛凱特的話，那他寧可死在艾克斯或傑洛手上」。背上的甲殼能抵抗酸雨，故此有能力進入A級受污染區域。其強大的防禦力使得凱特備受責難，由於不願創作者受到責難於是自己拆掉了甲殻並在酸雨中被腐蝕自殺了。在凱特手上復活，負責調查井波廟。
- 護殼硬貝（╱╱[2]）

配音：鈴置洋孝（『6代』）
貝型機器人，曾被處決的凱特作品之一。保護要人的保安警察，因表現良好而得到很高的評價，和艾克斯及傑洛也打過照面。曾經在受命保護研究員吉姆博士時，因為吉姆博士突然非正規化，而做出將吉姆博士就地處決的判斷，結果反被趕來的非正規者獵人認定已非正規化，因此當場自殺。當時晚了一步趕到的艾克斯和傑洛調查出真相後因此認為對他有虧欠，但本人表示沒辦法阻止吉姆博士的非正規化是身為保鏢的失職。在凱特手上復活，負責調查雷射研究所。
- 無限水蚤（╱）

配音：高木涉（『6代』）
水蚤型機器人，曾被處決的凱特作品之一。原為大型武器的測試員，擁有超高的資料處理能力，但是卻經常惹是生非，連身為創作者的凱特都十分頭痛，因此凱特安排了一場假造的實驗意外將他除掉。在凱特手上復活，負責調查兵器開發所並且執行無人駕駛型巨大兵器－伊路米那的測試工作，在工作方面上與其他調查員相處不佳。

### 7代
- 「狂亂焰纏戰士」－ 火焰土狼（╱）

配音：高木涉（『7代』）
土狼型機器人。奪取熔岩工場並準備伏擊非正規獵人們，另操控羚羊形重型機器人，自己亦可分成三個分身。在獵人們到達前，火焰土狼已經顯出類似感染西格瑪病毒的症狀。
- 「純正狂暴」－ 魯莽袋鼠（╱╱[2]）

配音：笠原留美（『7代』）
袋鼠型機器人。將地下隧道儲放武器的基地化成要塞的「小孩子」（但本人極度不喜歡被稱為小孩子），擁有一部他視為朋友的袋鼠型騎乘裝甲。通曉格鬥技。
- 「跳舞暗殺者」－ 龍捲洋蔥（╱╱[2]）

配音：高木涉（『7代』）
洋蔥型機器人。攻佔發射訊息的電波塔，打算令全世界看到他的舞蹈。艾克賽爾說過：「如果雷德看到的話，怕他也會將螢幕給轟爆」。身體可放出帶電龍捲。他是少數知道紅色警戒中「老師」來意不善，希望非正規獵人能夠出手制止的人。
- 「來自蒼海的追跡者」－ 濺水飛魚（╱╱[2]）

配音：鈴置洋孝（『7代』）
飛魚型機器人。在海上已經棄用的戰艦作根據地，靜候非正規獵人，聲稱一切已在他的計算之中。他與艾克賽爾不和，再遇時罵對方「背叛者」，艾克賽爾反譏「卑鄙小人」。
- 「深綠豪腕鐵人」－ 森岩戰士（╱）

配音：玄田哲章（『7代』）
猩猩型機器人。身攜超硬石劍盾，帶有武者風範的戰士，渴望與傑洛一戰。
- 「黑翼好敵手」－ 狂風烏鴉（╱╱[2]）

配音：森功至（『7代』）
烏鴉型機器人。艾克賽爾的好友。控制著空軍艦艇，善於飛行和用回力鏢攻擊。
- 「電子迷宮管理者」－ 狙擊食蟻獸（╱╱[2]）

配音：麥人（『7代』）
食蟻獸型機器人。紅色警戒的長輩級人員，精於收集和分析電腦數據。雙方宣戰後，他意圖在數碼領域中散播西格瑪病毒，直至非正規獵人趕到。艾克賽爾對他「知己知彼，百戰百勝」的作風沒有好感，艾克斯則不認同他說自己只能「踏在同伴屍體堆上生存」。此外他似乎認識傑洛，並暗示與《洛克人Zero》相關伏筆。
- 「驀進熱血漢」－ 飆馭野豬（╱╱[2]）

配音：玄田哲章（『7代』）
野豬型思考型機器人。人稱「總長」。超易發怒，不喜歡自己被別人與其他暴走族相提並論。在中央環狀公路安裝炸彈，令非正規獵人們感到非常棘手。

### 8代
- 「來自電腦深處的刺客」- 光學向日葵（╱╱[2]）

配音：特奇（『8代』）
向日葵型新世代雷普利機器人，負責管理和訓練新世代雷普利機器人的虛擬空間 - 「舵羅爾斯基地」，擁有高度的人工智慧。能控制虛擬空間，也能控制會使用雷射光的子機，還能召喚人工衛星，發射死光，必殺技為「地球崩潰」。
- 「時空間的扭曲者」– 重力螞蟻（╱╱[2]）

配音：石田隼大（『8代』）
螞蟻型新世代雷普利機器人，掌管上空「反重力研究所」的主任研究員，擁有明晰的頭腦，十分神經質，典型的瘋狂科學家。可控制重力方向，本身的力氣非常大。他的口頭禪是:「如果你想阻礙我的話，我一定會把你消滅的!!!」
- 「潛藏於黑暗之中的狂刃」- 黑暗螳螂（╱╱[2]）

配音：岩鶴恆義（『8代』）
螳螂型新世代雷普利機器人，奉西格瑪之命，掌管「黑暗地域」與地下兵隊基地的生產兵器工作，在漆黑的環境下仍能行動自如，擅長瞬殺，性格兇殘，喜愛聽獵物的哀號聲。似乎認識傑洛。其必殺技是圍繞一個巨大的鐮刀「死亡意象」。
- 「高電壓的漂流者」- 千兆伏水母（╱╱[2]）

配音：三間春奈（『8代』）
水母型新世代雷普利機器人，平常不會有異常現象，一旦沒電了，他就會發瘋似的吸收週遭的電力。奉西格馬之命，破壞水之都「海上神壇」的電力系統。必殺技為「閃電之舞」，此外還會放出小型水母。
- 「灼熱的雞冠」– 烈焰雞（╱╱[2]）

配音：工藤恭造（『8代』）
雞型新世代雷普利機器人。掌管「火山地獄」區域，他的夥伴被認為是非正規而遭到處分，因此他對非正規獵人懷恨在心，怒氣幾乎使他發瘋。他擅長使用格鬥術，尤其是用腳踢敵人，憤怒時的火焰會變成藍色。
- 「永久凍土的警衛」- 冰雪雪人╱雪崩雪人[1]（╱╱[2]）

配音：佐佐山洋一（『8代』）
雪人型新世代雷普利機器人，是個堅持自己理想的和平主義者。南極的環境實驗中心的管理員，奉西格瑪之命，掌管「南極冰山」區域，讓世界環境更加惡化，卻聲稱是因認同西格瑪的理念而行。對火有一定的抵抗性，看似笨重，但在雪中卻十分靈活，擅於用雪來凍結敵人。
- 「棲息於礦脈中的昆蟲」– 晶礦三葉蟲（╱╱[2]）

配音：工藤恭造（『8代』）
三葉蟲型新世代雷普利機器人，負責挖掘對雅各計劃有幫助的資源並是掌管「金屬村」的區域，但他卻將挖出的稀有金屬交予西格瑪。既頑固又高傲，對舊世代雷普利機器人採高壓政策，十分不屑於舊型的機器人。行動緩慢，但會使出「水晶牆」阻礙敵人行動。他的開場白是「我們這裡所開發的礦物是宇宙不可或缺的資源喔!」
在他的關卡中，有一間特殊的房間會不斷出現他的絕招「水晶牆」阻礙獵人，根據聲音推測應該是他在作怪。
- 「墮落的森林巨人」– 竹林熊貓（╱╱[2]）

配音：萬田左座目（『8代』）
熊貓型新世代雷普利機器人，負責掌管「火箭森林」區域，負責收集宇宙開發資料的機器人，是個悲觀主義者，覺得世界終究會滅亡，於是加入西格瑪，開啟新世界的大門。看似緩慢，行動卻十分迅速，會丟炸彈和發射火箭，其必殺技「葉斷突」更是本作八大頭目當中攻擊力最強的。

## 中級頭目

### 1代及1重製
- 鮟鱇魚（╱）

於魚雷章魚關卡登場的鮟鱇科型機器魚。原本是用於專門清潔海底垃圾汙垢的機器魚，頭部的燈籠部分是一個移動型的感知器，機體上有四個導彈發射口，能用口中的強勁的氣流吹走、吸入玩家造成傷害。
- 巨型海鰻（╱）

於魚雷章魚關卡出現的鯙科型機器魚。原本是用於海底探查的機器魚，能夠透過柔軟的身體，潛入狹窄的凹槽或潛入沙中。通常於海底沙中竄出，在水中游泳，然後再潛入海底沙中，不過有些類型不會潛入沙中。
- RT-55J

於針刺變色龍關卡登場的力士型機器人。曾經在「機器人大相撲比賽」中的超人氣橫綱力士冠軍，力量很強，可以使用伸縮型的機械手臂攻擊對手。
- 閃電黏液（╱）

於電光山魈關卡登場的巨大細胞型機器。於10年前的實驗誕生的細胞製造機，由於因為無法控制的製造太多細胞而導致高度的危險，被關閉於發電廠的房間內。其核心機器被包覆於果凍狀的黏液物質之中，可以將自身上的黏液分離黏住入侵者，並利用發電廠吸收的電力來發射電擊。

### 2代
- 斬擊者（╱）

於電磁蜈蚣關卡登場，由雷射所組成的能量體，外型像是一把電子化的巨劍。
- 雷達殺手（╱）

於電磁蜈蚣關卡登場，是超大型電腦內部專用的入侵者殺手機器人。本體外觀的顏色會根據進入該房間之前被監視器「鎖定」的次數而產生變化，雷達殺手的強度、招式也會有所提昇。
- 舊式機器人（╱）

於廢鐵飛蛾關卡登場，主要由一個粉紅色的小型機械蜻蜓操控的廢棄機器人。
- 巨大石英（╱）

於水晶蝸牛關卡登場，一個出現在水晶礦脈的未知機器人，會控制兩台衛星機器支援攻擊玩家。

### 3代
- 手裡劍（╱）

於爆炸黃蜂關卡登場，由雷射所組成的能量體，會使用鋒利的身體攻擊入侵者。
- 機械螢火魷（╱）

於酸素海馬關卡登場的螢火魷型機器人，移動時會使用觸角可以發射導彈。
- 地獄粉碎者（╱）

於電鑽犀牛關卡登場，主體下方腳部有安裝鑽頭和履帶，臂部則也有安裝大型鑽頭的大型機器人。
- 蠕蟲搜索者R（╱）

於閃光猛虎關卡登場的蠕蟲型機器人，可以挖掘周遭泥地場地，身上可以釋放多枚炸彈。
- REX-2000

在多普拉博士的實驗室滿足特殊條件後會恐龍型機器戰車。能夠以飛彈和導彈進行遠距離的攻擊。
- 機械蚊子（╱）

在多普拉博士的實驗室滿足特殊條件後會出現的綠色蚊子型機器人，攻擊方式會突然下降吸取玩家的能量，若吸取到地面上的液體瓶會改變自身的顏色，能夠使用不同的招式攻擊玩家，綠色型態可以釋放酸液，紅色型態可以釋放火焰，藍色型態可以釋放氣體。若使用傑洛擊敗蚊子，觸發劇情重傷的傑洛會將Z光束劍交付給艾克斯，但之後即無法再次使用傑洛。

### 4代
- 機械瓢蟲（╱）

於分身魔菇關卡登場的瓢蟲型機器人。會在下方的尖刺地形來回移動，當鎖定主角時會向上突刺並破壞立足點。
- 戰艦核心（╱）

於暴風貓頭鷹關卡登場的空中戰艦核心。紅色核心為其弱點，但不會攻擊。主要操控護衛用的小型機器人來攻擊玩家。
- 冰暴雪（╱）

於冰霜海象關卡登場，操控冷空氣的機器人。其核心會製造冰塊包覆自身，也會變化其形態來戰鬥。
- DG-42L

於斬擊獅關卡登場的列車型機器人。原本是仲裁部隊使用的運輸列車。主要使用砲台及三個鑽頭來戰鬥。

### 5代
- 死亡鯨鯊（╱）

於海潮鯨魚關卡登場的巨大鯨鯊型潛水艇。主要用頭、尾、背三個部位來戰鬥。
- 棱鏡守衛（╱）

於閃光螢火蟲關卡登場。有兩個紅色及一個黑色，黑色為弱點。
- 機械翼龍（╱）

於噴火暴龍關卡登場的翼龍型機器人。會破壞立足點來追擊玩家，也會吐火球攻擊玩家。

### 6代
- 夢魘光之巨人（╱）

於無限水蚤關卡登場。原本為已經開發中止的巨大兵器－「光之巨人」（Illumina）。在一開場後會追擊玩家，只要到達電源核心所在處將其破壞可以停止它的攻擊。在魔王房間可看見被破壞的巨大殘骸。
- 夢魘金屬蛇（╱）

於烈焰火鳳凰關卡登場。蛇外型的機器，由夢魘病毒附身的廢鐵殘骸所組成的。本關共有5隻夢魘金屬蛇，外型類似捲曲型的紅色機械體，身體素材非常多，外圈內部有一隻無作用的機械手臂，身上共有4個綠色核心，攻擊方式可沿著地面向左側移動到右側進行撞擊，戰鬥時可從4個綠色核心射出橢圓狀的砲彈攻擊目標。
- 夢魘壓力機（╱）

於金屬鯊關卡登場。與本關的壓力機不同，具有夢魘病毒賦予的新生命的機械壓力機，在機身上有個巨大的臉龐，會在下方放下大砲裝置攻擊，大砲裝置上有著紫色、藍色砲擊管各3個所形成的，也亦能使用壓力機功能壓擊目標。

### 7代
- 寄居蟹（╱）

於龍捲洋蔥關卡登場的巨大寄居蟹型機器人，會使用導彈、火球、發射蟹鉗進行攻擊。
- 噴火龍（╱）

於濺水飛魚及火焰土狼關卡登場的巨大龍型機器人，會對玩家吐火球。
- 戰鬥機（╱）

於濺水飛魚關卡登場的戰鬥機型機器人，會邊旋轉邊射擊玩家。
- 人型艦橋（╱）

於濺水飛魚關卡登場的巨大機器人，會利用上下層的旋轉砲台攻擊玩家。
- 雷射砲台（╱[Big Ray] 错误：{{Lang}}：無法辨識代碼 eb（帮助））

於狂風烏鴉關卡登場的守衛型砲台，駐守於空軍戰艦的入口，會發射雷射來掃射入侵者。
- 鳥人（╱）

於狂風烏鴉關卡登場的鳥人型機器人，會在玩家破壞雷射砲台後出現，主要以俯衝攻擊或抓取玩家並把玩家扔向地面。

### 8代
- 黃色採礦巨人（╱）

於晶礦三葉蟲關卡登場的巨大採礦機器人。在開場負責追擊玩家，頭部能夠發射巨大的光束砲，也能夠使用強勁的雙臂擊退敵人。
- 魟魚戰機（╱）

於冰雪雪人關卡登場的蝠鱝型戰機。可使用兩邊的機翼尾部發動攻擊。

## 其他頭目

### 1代及1重製
- 蜘蛛王（╱）

西格瑪基地第一關的守門頭目，以嘍囉機器人粉碎者為大型化藍本所開發的蜘蛛型大型機器人。
會在隨機產生的縱橫軌道上以鬼腳圖的方式移動，讓入侵者難以預測其攻擊路線進而被壓扁，還能夠從體內製造小型機械蜘蛛來增加擾亂敵人的效果。
原先裝甲是設計成無法破壞的，一旦讓入侵者誤入巢穴後就難以脫身，但因為設計上的失誤，在衝撞到地面時裝甲會鬆脫而短暫地露出脆弱的核心，也成為牠唯一的弱點。
- 混亂壁畫（╱）

西格瑪基地第二關的守門頭目，壁畫型機器人。其設計是西格瑪過去執行任務在東南亞發現的遺跡壁畫，從壁畫上畫的巫婆中得到的靈感。
《5代》中有出現改良型的混亂壁畫W。
- D-REX

西格瑪基地第三關的守門頭目，肉食恐龍型機器人。原本是要做成三十公尺大的機器人，但因為傑洛提前發現了西格瑪基地，所以只好讓唯一完成的頭部上場，能夠用上下顎高速夾擊入侵者，同時也可以由體內的動力爐來發射能源彈。
- 貝爾加達（╱）

西格瑪基地最終關的一號頭目，與西格瑪一起出現的狼型機器人。是西格瑪最忠心和最信賴的寵物，專門用來處決背叛者，擁有能在牆上跳躍的優秀行動力和噴火攻擊。
《7代》中有出現類似的量產型。
- 狼型西格瑪（╱）

配音：麥人（『1重製』）
《1代》及《1重製》最終頭目。西格瑪的第二型態，巨大狼型機器人。
西格瑪的頭與其額頭合體，但手腕與下半身未完成。攻擊力很高，會從口中吐火跟電，兩手釋放的閃電非常強。若不用特定攻擊則無法給予其傷害。
西格瑪計畫完成這個機器人時就要一口氣征服全世界。

### 2代
- 超巨大指令型機器人CF-0（╱）

序幕關卡的頭目。為了鎮壓世界各都市而特別開發出來的機器人，其巨大的身體給人感覺相當大的壓迫感，但因為太重而導致速度緩慢。
- 新·拜歐倫（╱）

戰鬥本能完全發揮後變得更加凶暴的拜歐倫，攻擊方式稍微有所不同，其制裁入侵者的手段相當殘忍。
- 薩加斯戰車（╱）

薩加斯自行製造的大型戰車，四個砲台各能發射不同的能源彈，攻擊方式相當多樣，除非外殼被破壞，否則無法傷害薩加斯本體。
- 亞吉爾戰機（╱）

亞吉爾的變身後的飛行型態，除機體中央的頭以外的部分都做了改造，會朝著目標發射無死角的電擊彈和飛彈。
- 新·西格瑪（╱）

《2代》的西格瑪第一型態，以爪子為武器，會用電擊進行攻擊。
- 西格瑪病毒（╱）

《2代》最終頭目。西格瑪的第二型態，由雷射所組成的能量體，只以頭部現型，會從眼睛發射雷射及召喚小嘍囉。戰鬥中畫面不會顯示頭目的體力計量表。
在《3代》中再次登場，會阻饒艾克斯行動。
與《5代》中出現的西格瑪病毒不同，《2代》的是西格瑪的第二型態，《5代》的則是部分關卡中出現的紫霧狀機器人，同樣只以頭部現型。能以特定特殊武器破壞，若艾克斯被感染數次的話會持續損血，傑洛則是進入無敵狀態。

### 3代
- 巨魔（╱）

序幕關卡登場的頭目。巨大的人型機器人，原先被譽為多貝爾城的守護神，但在多普拉博士發動叛變後便成了到處進行破壞的毀滅者，於非正規獵人基地總部屋頂出現，藉由操控著二腕的鐵球，有著將建築物外部徹底毀滅的強大力量。
- 神威裝甲·O·稻荷神（╱）

瓦裘力拉FF和曼達雷拉BB強化合體後的型態，多普拉研究所第一階段的頭目。有著狐狸的頭型和半人馬的下半身。具有噴射手臂、衝擊波和追蹤彈的攻擊。
- 垃圾壓縮機（╱）

使用特定武器打倒瓦裘力拉FF和曼達雷拉BB後才會出現的隱藏頭目，象型垃圾處理用巨大機器人。能使用伸縮自如的手臂和能夠溶解垃圾的強酸來迎擊入侵者。
- 伏特水母（╱）

使用特定武器打倒霸法後才會出現的隱藏頭目，水母型的巨大機器人，在水中的戰鬥力極高，會使用誘導型光彈以及爪子來進行攻擊。
- 聖·西格瑪（╱）

《3代》的西格瑪第一型態，以圓形大盾為武器，會發射火炎彈及丟出盾牌進行攻擊。
- 凱薩西格瑪（╱）

《3代》最終頭目。西格瑪的第二型態，全身堅韌無比，只有攻擊頭部才能給予其傷害。
打倒後會出現曾在《2代》登場過的西格瑪病毒。與《2代》不同的是不會進行任何攻擊，只會以撞擊來阻饒艾克斯行動。

### 4代
- 埃利吉翁（╱）

序幕關卡的頭目。巨大的龍形機器人，是陰謀者命令其襲擊蔚藍海灘，藉此來達到非正規獵人與仲裁部隊的對立。
- 幻影西格瑪（╱）

配音：麥人（『4代』）
《4代》的西格瑪第一型態，披著斗篷漂浮於空中，以長柄鐮刀為武器，攻擊方式單調。
- 死神西格瑪（╱）

配音：麥人（『4代』）
《4代》的西格瑪第二型態，脫掉斗篷後仍長柄鐮刀為武器，但攻擊方式與第一型態不同。西格瑪會將鐮刀瞄準玩家，若鐮刀固定於地上時會投出許多迴力鏢，若鐮刀固定於牆上時則會從眼睛發射雷射。
- 西格瑪槍手及大地西格瑪（╱）

配音：麥人（『4代』）
《4代》最終頭目。西格瑪的第三型態，分為兩個部分。槍手型態會用雷射進行攻擊，大地型態則會吸入並吐出廢鐵進行攻擊，或是吹出狂風阻饒玩家行動。此型態必須打倒兩個部分才可通關。

### 5代
- 西格瑪頭部（╱）

序幕關卡中登場，《5代》的西格瑪第一型態，隱藏在石像人頭裡面，爆炸後變成西格瑪頭。
- 闇影惡魔（╱）

零空間第一關的頭目。身體能熔化成方塊並且分散攻擊，到戰鬥後期會將造型變成《元祖6代》的威利機器6號，並且駛向對手攻擊。此頭目是《元祖1代》的黃色惡魔及《元祖8代》的綠色惡魔的加強版。
- 混亂壁畫W（╱）

零空間第二關的頭目，《1代》登場的混亂壁畫改良版。身體共分為三部分，能夠做出射擊、衝擊，以及在地面放出尖刺的功能。
- 覺醒傑洛（╱）

零空間第三關的頭目，若讓太空殖民地墜落的話會導致傑洛覺醒。
若操作角色為傑洛的話，該關卡頭目會改成艾克斯並以究極裝甲姿態登場。
- 念力西格瑪（╱）

零空間第四關的頭目，《5代》的西格瑪第二型態，會以念力波動進行攻擊。
- 終極西格瑪W（╱）

《5代》最終頭目。西格瑪的第三型態，西格瑪受到「神秘老人」協助所造出的最強身體，但目前只完成了上半身。
- 岩漿龍（╱╱[2]）

配音：長嶝高士（『4代』、『5代』）
原為非正規機器人獵人第14特殊部隊隊長，《4代》的八大頭目之一，在《5代》中作為模擬訓練關卡的頭目出現，但取消了部分招式。

### 幻電任務
作中頭目大多都是由超級任天堂平台完全移植，且皆為馬薩電腦中重現的資料，故不多加介紹。
登場於《1代》
- 蜘蛛王（╱）

登場於《2代》
- 薩加斯戰車（╱）

### 吸魂者
- 骷髏頭（╱）

序幕關卡登場，有令人感到毛骨悚然的骸骨外表和龐大的身體，不過攻擊力卻不怎麼樣。
- 貝爾加達（╱）

曾於《1代》登場，西格瑪最信賴的寵物，現在負責拉格斯島研究所的看守，會以迅速的動作以及強力的攻擊將侵入者逼退。
- 伊薩與索威爾（╱）

用來專門對付非正規獵人用的巨大戰車，側面有著西格瑪的標誌，特徵是有著斯芬克斯的臉。
- 西格瑪魔獸（╱）

《吸魂者》最終頭目，《吸魂者》的西格瑪第二型態，經由貝爾卡娜的手，再利用其DNA和大量靈魂合體後復活。是與獅子型的巨大機器合體後的型態。

### 6代
- D-1000

序幕關卡的頭目。是第一個被夢魘病毒所控制的中型廢鐵機器人，已無法使用。是被一個淺綠色的機械眼睛為核心的機械所操作的，D-1000的左手臂是一個生鏽的巨型金屬鉗子，而右手臂則是序幕關卡前就已經損壞的，頭部頂端有著一個損壞的警鈴燈。最後核心被打倒時，剩下的機械殘骸遭到了夢魘傑洛的攻擊而銷毀。
- 夢魘傑洛（╱）

配音：置鮎龍太郎（『6代』、『X DiVE』）
夢魘病毒所引起的現象之一，偽造的傑洛，但擁有他的部份記憶。個性好戰凶恨，是個危險人物。亞空間的第一位首領，打敗他後，真正的傑洛會出現。
其台詞會隨著不同關卡而改變，當中大部分都是認定自己才是真的傑洛，但是在某些地方中說話語氣卻反而讓人聯想到某位知名的科學家。
- 夢魘根源體（╱）

製造夢魘病毒與夢魘現象的病毒體。是凱特感到有興趣的研究作品之一，僅在研究所傳送區域登場。分別有兩個機械眼睛為核心，並且在有著堅不可摧的方形夢魘細胞所形成的外殼保護下行動，戰鬥時可發動夢魘現象的屬性有冰、火、雷、水，其中的屬性攻擊水與雷的攻擊方式類似《5代》的八大首領－閃電烏賊與海潮鯨魚的絕技，就算一個核心死亡，外部的夢魘細胞外殼依然能夠行動。是秘密研究所第一區的頭目，也是負責保護傳送區域的第一道防線。
- 生化西格瑪（╱）

配音：麥人（『6代』）
《6代》的西格瑪第一型態，由於復活狀態不完全，因此外型猶如殭屍。行動緩慢，但攻擊力高。
- 地獄西格瑪（╱）

配音：麥人（『6代』）
《6代》最終頭目。西格瑪的第二型態，與《5代》一樣只有上半身。

### 7代
- 巨型毒蠍（╱）

序幕關卡頭目。紅色警戒私藏的紅色蠍型機器人，登場時為追蹤從紅色警戒逃出的艾克賽爾。
為了追蹤艾克賽爾，再次破壞了曾於《1代》出現的高速公路，引來了非正規獵人部隊的注意，並派遣傑洛到達並且收拾巨型毒蠍。到現場途中遇見被巨型毒蠍追殺的艾克賽爾。
- 鼴鼠壓路機（╱）

為紅蓮宮殿大道的頭目。外型為壓路機的鼴鼠型機器人，開場時必須先逃過牠的追殺，到達另一條大道時才能與牠對決。通常都使用滾輪壓擊對手與釋放出「齒輪」作戰，當前方的滾輪裝置完全遭到破壞時，會使用藏在鑽孔裡的雷射攻擊。
- 教授西格瑪（╱）

配音：麥人（『7代』）
《7代》最終頭目。西格瑪的第二型態，一開始戴著鬼面具，在面具被破壞後會露出自己的臉。

### 8代
- 巨蟹-Y（╱）

序幕關卡頭目。在雅科布附近的諾雅公園引發異常暴動的巨大蟹型機械人，屬於兩棲類，能在水陸進行攻擊，能使用手中的巨鉗捕捉獵物。牠的襲擊在遊戲中分為3次攻擊，在森林區、瀑布區、異常區，在遊戲劇情過程中必須採集牠的異常AI樣本，到達異常區時才能與牠進行最後的對決。
- 複製西格瑪（╱）

配音：麥人（『8代』）
由「雅各計畫」（Jacob Project）研發製造出來的複製西格瑪，儘管是複製體，但是說話舉止和動作都和本尊完全一模一樣，其原型為插入「西格瑪DNA數據晶片」的新世代雷普利機器人，作為「月球通道」關卡最後的首領。之後在「西格瑪宮殿」有大量的複製西格瑪的新世代雷普利機器人。
- 惡魔西格瑪（╱）

配音：麥人（『8代』）
與X系列以往作品不同，在《8代》中只有一個型態。《8代》簡單模式的最終頭目（普通模式以上的最終頭目為露明尼）。

## 附註及來源
1. 1 2 3 4 5 6 7 8 9 10 11 12 13 14 15 16 17 18 19 20 21 22 23 24 25 26  歐美版英文名譯名。
2. 1 2 3 4 5 6 7 8 9 10 11 12 13 14 15 16 17 18 19 20 21 22 23 24 25 26 27 28 29 30 31 32 33 34 35 36 37 38 39 40 41 42 43 44 45 46 47 48 49 50 51 52 53 54 55 56 57 58 59 60 61 62 63 64 65 66 67 68 69 70 71 72 73 74 75 76  歐美版英文名。
3. ↑  "Colonel"為英文"上校"之意。
4. ↑  "General"為英文"將軍"之意。
5. ↑  "Gate"為英文"大門"之意。
6. ↑  "Red"為英文"紅色"之意。
7. ↑  『R20 ロックマン&ロックマンX オフィシャルコンプリートワークス』（2008年 株式会社カプコン発行、ISBN 978-4-86233-178-6）203ページ
8. 1 2 3 4 5 6 7 8  . Capcom Entertainment Inc. 1997. （原始内容存档于2011-08-13）.
9. ↑  比較兩位主角與岩漿龍的的對話，會發現雖然傑洛也是他想擊敗的目標之一，但比起傑洛，他更希望艾克斯前來與他對決。
10. 1 2 3 4 5 6 7 8  . Mega Man Corner. 2011  [2012-02-18]. （原始内容存档于2012-05-10）.
11. 1 2 3 4 5 6 7 8  . Capcom Entertainment Inc. 2000. （原始内容存档于2012-10-16）.
12. 1 2 3  歐美版第二英文名
13. ↑  歐美版中則將"Metal"及"Shark"兩字分開寫。